# Fraktionsgemeinschaft
Als Fraktionsgemeinschaft bezeichnet man die Organisationsform einer Fraktion im Parlament, bei der die Abgeordneten voneinander unabhängiger Parteien sich in einer gemeinsamen Fraktion zusammenschließen. Der Zweck einer solchen parteiübergreifenden Fraktion ist die gemeinsame Verfolgung gemeinsamer politischer Ziele.

## Deutschland
Seit Bestehen des Deutschen Bundestages 1949 ist dieses Verhalten bei den Abgeordneten von CDU und CSU der Fall: Sie schließen sich zur CDU/CSU-Bundestagsfraktion zusammen. Dieser Zusammenschluss ist gemäß § 10 der Geschäftsordnung des Deutschen Bundestages ohne Zustimmung des Bundestages möglich, weil die beiden Parteien nicht in einem Wahlgebiet miteinander konkurrieren: Die CSU kandidiert ausschließlich in Bayern, die CDU in den übrigen 15 deutschen Ländern, beide Parteien treten im Wahlkampf voneinander getrennt mit eigenen Kandidaten auf. Da eine Partei bei Bundestagswahlen eine auf das jeweilige Land beschränkte Landesliste ihrer Kandidaten zur Wahl vorlegt, findet auch bei der direkten Wahlentscheidung der Wähler keine Vermischung der Parteien statt: So konnten die CSU-Vorsitzenden Franz Josef Strauß und Edmund Stoiber, die bei den Bundestagswahlen 1980 bzw. 2002 als „Kanzlerkandidaten“ der Unionsparteien antraten, auch nur als Listenführer der CSU-Landesliste in Bayern (oder als Direktkandidaten in ihren jeweiligen Wahlkreisen) gewählt werden.
Früher musste jede Fraktionsgemeinschaft zu Beginn einer Wahlperiode vom Bundestag genehmigt werden. 1969 wurde auf Betreiben der Unionsparteien die aktuelle Regelung eingeführt. Die Bildung einer Fraktionsgemeinschaft ist seitdem nicht mehr genehmigungspflichtig.

## Belgien
In Belgien sind die politischen Parteien nach Sprachgemeinschaft getrennt und bilden je eine eigene Fraktion in den zweisprachigen Parlamenten (die zwei Kammern des Föderalen Parlaments und das Brüsseler Parlament). Jedoch bilden in der Abgeordnetenkammer die flämische Partei Groen und die französischsprachige Partei Ecolo zusammen eine Fraktionsgemeinschaft, und seit 2014 auch im Senat.